# Baldriga
Baldriga és un nom comú que s'aplica a una sèrie d'ocells marins de la família dels procel·làrids (Procellariidae), que també inclou els fulmars, petrells i prions. Amb comportament pelàgic, passen la major part de les seves vides al mar i només acudeixen a la costa per criar.
El nom comú «baldriga», no té significat taxonòmic. De fet els membres dels gèneres Pseudobulweria i Aphrodroma, coneguts com a petrells semblen estar més prop de les baldrigues dels gèneres Puffinus i Calonectris, que aquestes amb Procellaria, que és l'altre gènere conegut com a baldriga.

## Gèneres de baldrigues
Es coneixen amb el nom de baldriga les espècies dels següents gèneres:
- Procellaria, amb 5 espècies, entre elles la baldriga de barbeta blanca.
- Calonectris, amb 4 espècies, entre elles la baldriga cendrosa mediterrània.
- Puffinus, amb 18 espècies, entre elles la baldriga balear.
- Ardenna, amb 7 espècies.